# Pionus menstruus
El loro cabeciazul (Pionus menstruus) es una especie de ave psitaciforme de la familia Psittacidae endémica de regiones neotropicales.  
De cabeza grande y cola corta; este robusto loro suele vivir en las copas de áreas arboladas. Forma bandadas cuando no cría, y pasa la noche en grandes grupos en los árboles. 
Suelen recorrer cierta distancia para pasar la noche, sobrevolando los árboles veloz y enérgicamente. En vuelo es ruidoso, con fuertes y ásperos gritos y reclamos chirriantes y agudos. Calla tras posarse en los árboles para comer. La dieta consiste en frutos, semillas y flores, sobre todo de árboles, aunque a veces visita labrantios para asaltar cultivos como maizales y platanares.

## Características físicas
En los adultos la cabeza y el cuello son principalmente de color azul brillante, mezclado con rojo rosáceo en la garganta, y la mancha auricular es negra. El pecho es verdoso oscuro con un escamado azul y el abdomen verde. Es verde más oscuro por encima, con las primarias y las timoneras azules, en gran parte, y las coberteras infracaudales y el vexilo interno de las timoneras rojo rosáceo. El iris es café oscuro. El pico, la cera y el anillo ocular son de color negruzco, con una mancha cuadrada rojiza rosácea a cada lado de la maxila, las patas son parduzcas.

## Comportamiento
Frecuentemente forman grandes dormitorios comunales, de donde emergen en pequeñas bandadas para alimentarse durante el día. Es considerada una especie plaga, pues se alimenta de los granos de arroz y maíz.
Presentan un tipo de alimentación denominada geofagia consistente en la alimentación de suelos.
Se cree que su significación evolutiva es debida a que se genera un potencial de detoxificación.

## Reproducción
Se reproducen durante la estación seca.

## Importancia
Son dispersores de semillas y alimento para otros animales.

## Amenazas
Las principales amenazas del loro cabeciazul son la pérdida de hábitat por deforestación y el tráfico ilegal de fauna silvestre, sin embargo, a pesar de ello, está catalogado como especie de preocupación menor.

## Galería

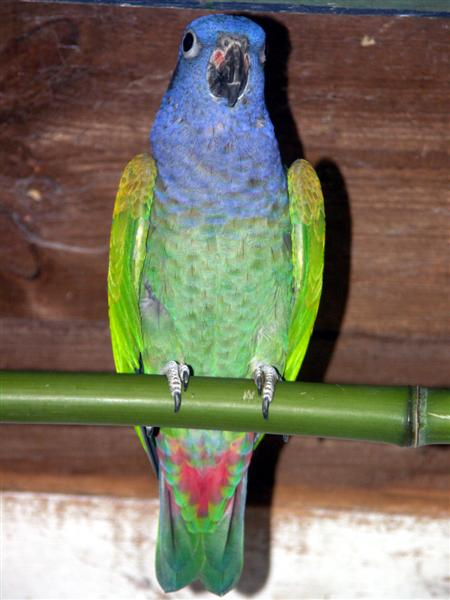
Loro cabeza azul mascota
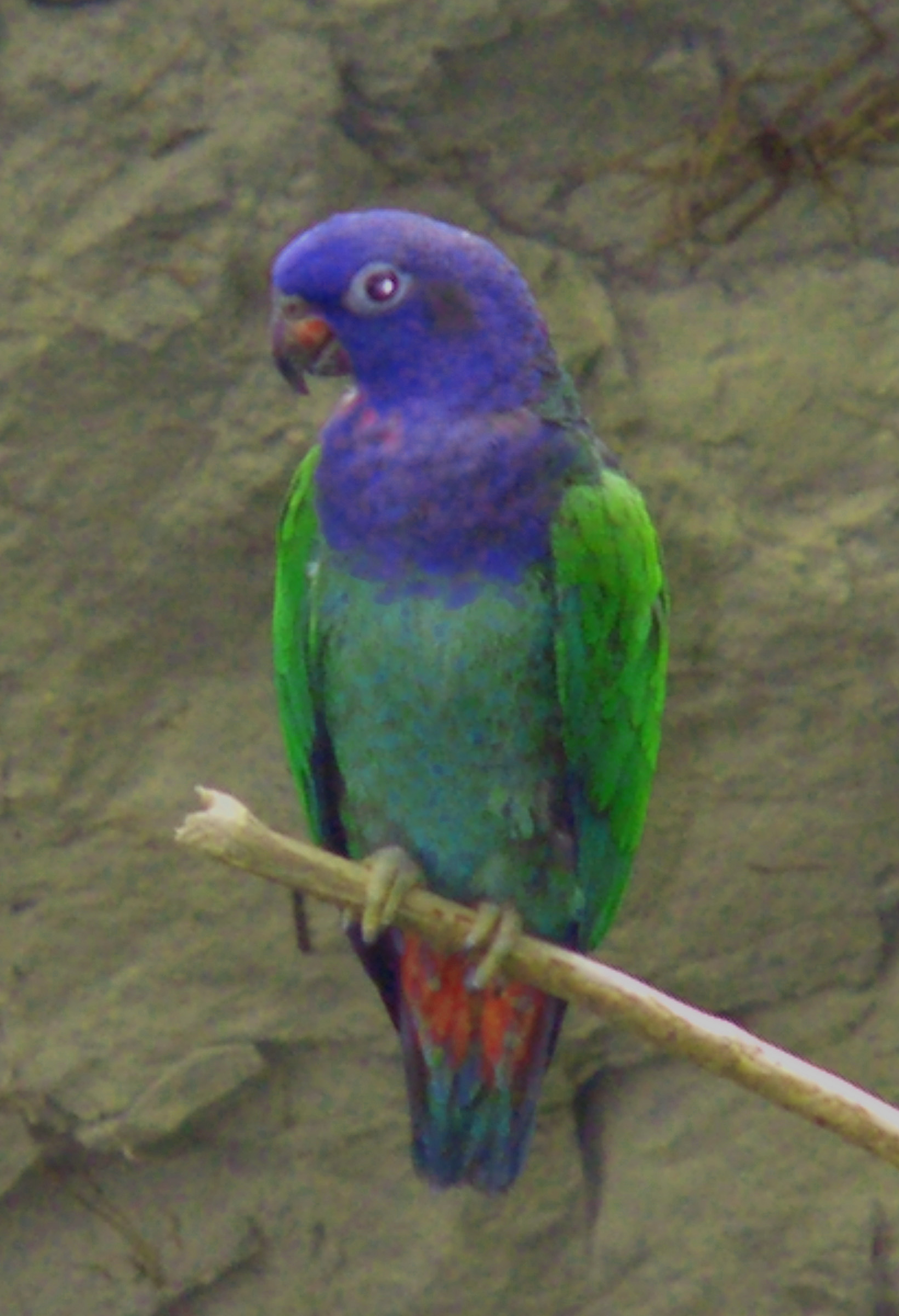
Loro en la perca
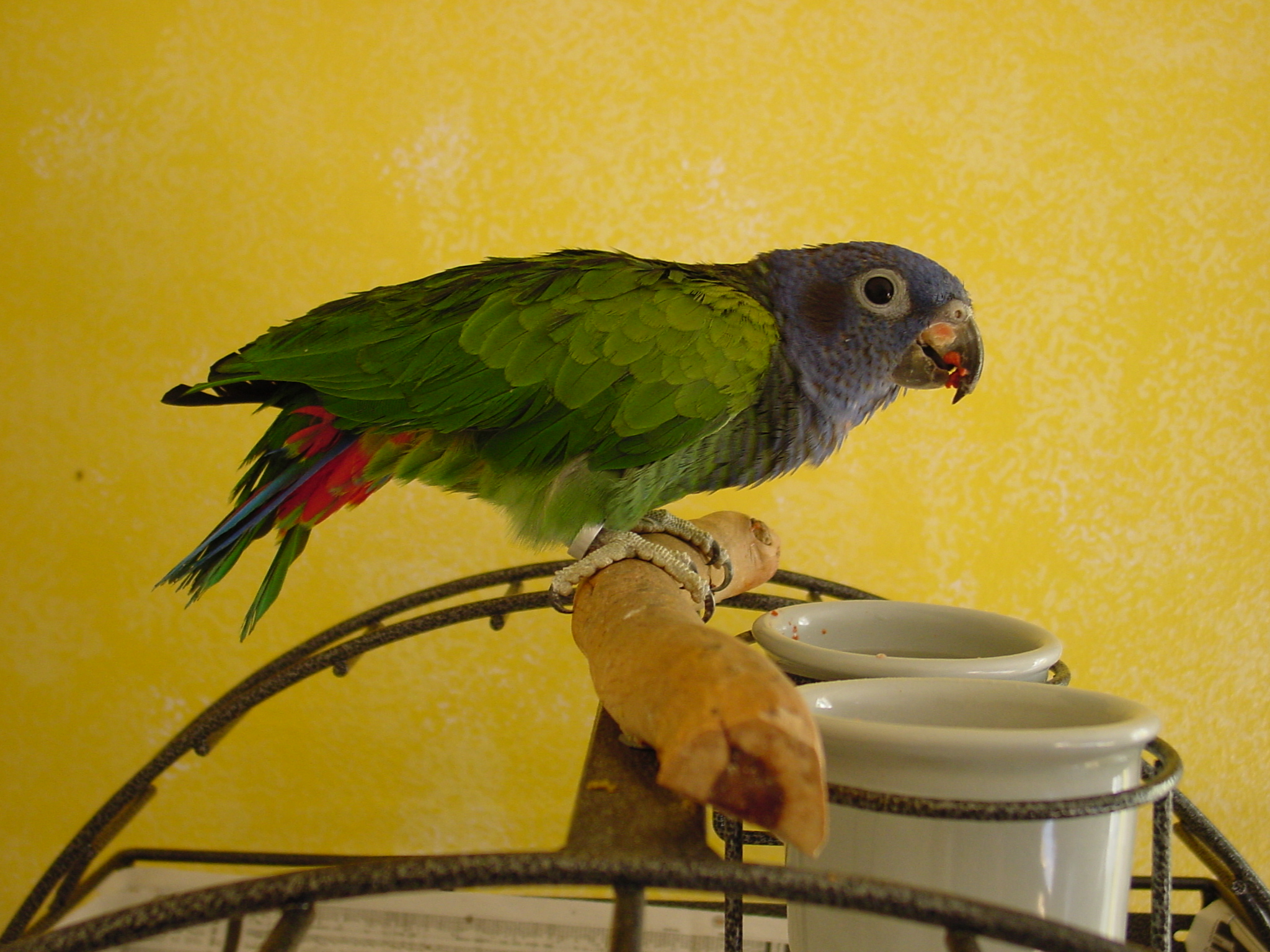
Mascota
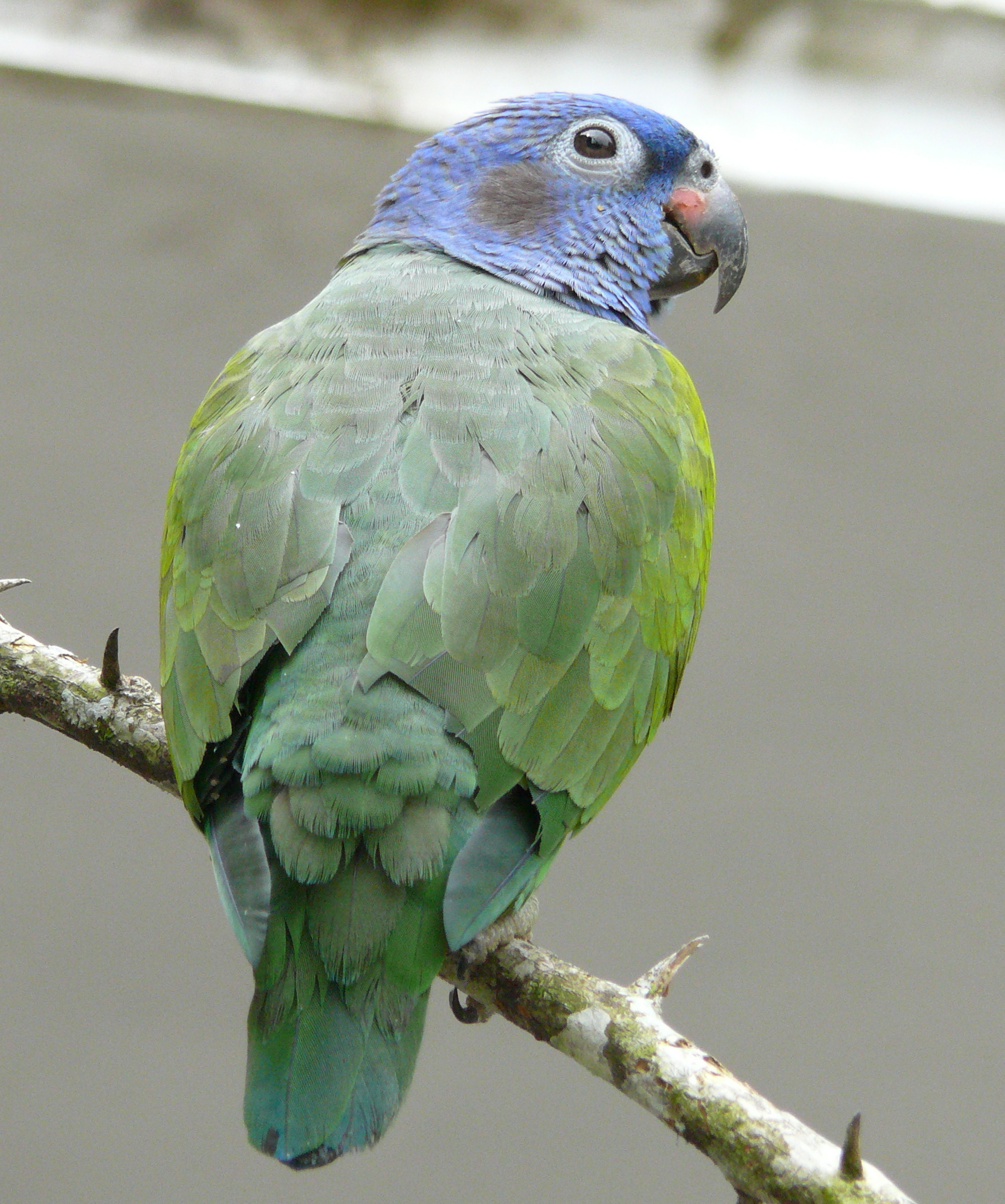
Espalda